# Adam Kocko
Adam Zdzisław Kocko, ukr. Адам Здислав Коцко (ur. 22 grudnia 1882 w Szołomyi, zm. 1 lipca 1910 we Lwowie) – ukraiński działacz studencki.

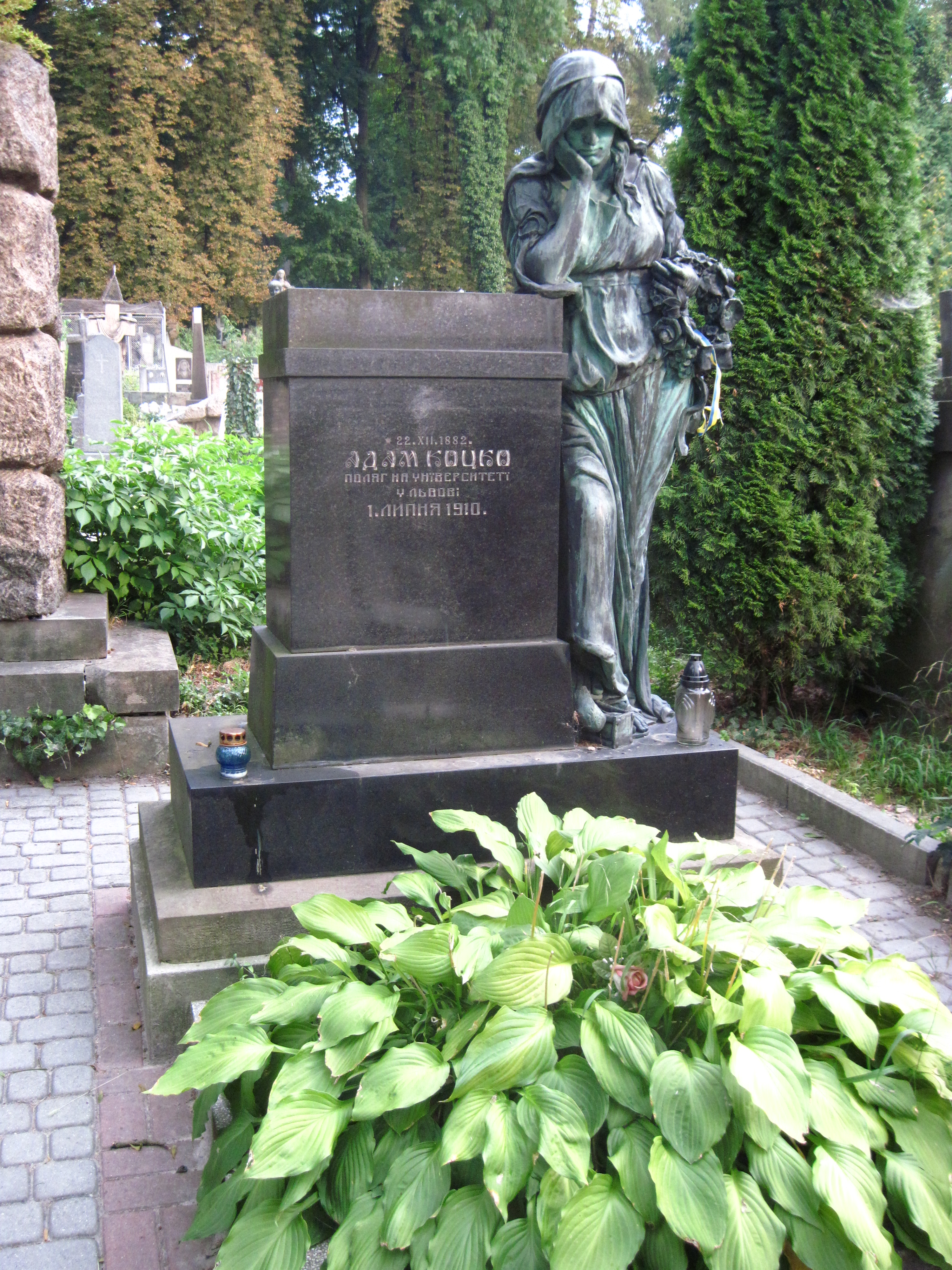
Nagrobek A. Kocki

Działał na rzecz utworzenia ukraińskiego uniwersytetu we Lwowie. Zginął w czasie zamieszek na Uniwersytecie Lwowskim, w zależności od źródeł postrzelony przez polskich studentów lub zabłąkanej kuli wystrzelonej przez ukraińskich uczestników zamieszek. Jego śmierć wywarła duży wpływ na radykalizację ukraińskiego ruchu studenckiego.
Jego matką była Polka, Salomea Kocko. Pradziadek Adama Kocki (po kądzieli) walczył w powstaniu listopadowym.
Pochowany na Cmentarzu Łyczakowskim.